# Winthemia bohemani
Winthemia bohemani là một loài ruồi trong họ Tachinidae.